# Filipijnse jaarvogel
De Filipijnse jaarvogel (Rhabdotorrhinus leucocephalus, synoniem: Aceros leucocephalus) is een neushoornvogel die voorkomt in de regenwouden van de Filipijnen
De lokale naam voor deze vogelsoort is Tuhek (Filipijns)

## Uiterlijke kenmerken
Mannetjes kunnen inclusief staart zo'n 77,5 centimeter worden met een vleugellengte van 33 centimeter. Vrouwtjes worden zo'n 68,5 centimeter met een vleugellengte van 31 centimeter. Er is meer verschil tussen mannetjes en vrouwtjes. Bij mannetjes is de kruin en bovenkant van de nek donkerroodachtig bruin. De rest van de kop, de nek, de hals en de bovenkant van de borst is licht goudgeel. Dit verloopt van licht bij de kop en hals tot wat donkerder onderaan. De rug en vleugels zijn zwart met een groene gloed erdoorheen. De staart is weer licht goudgeel met aan het eind een zwarte band. De borst en buik zijn ook zwart. Vrouwtjes hebben een geheel zwarte kop en nek. Juvenielen zijn wat lichter van kleur dan de volwassen exemplaren.
De Filipijnse jaarvogel is net als alle neushoornvogels een luidruchtige vogel die in groepjes leeft.

## Voortplanting
Filipijnse jaarvogels paren meestal van maart tot en met mei en maken gebruik van gaten in bomen voor het maken van een nest. Het mannetje zorgt voor het eten terwijl het vrouwtje in het nest ingebouwd zit.

## Verspreiding en leefgebied
De Filipijnse jaarvogel komt tegenwoordig alleen nog voor in ongerept regenwoud tot zo'n 1200 meter hoogte op de eilanden Camiguin, Dinagat en Mindanao in het zuiden van de Filipijnen.

## Status
De Filipijnse jaarvogel heeft een beperkt verspreidingsgebied en daardoor is de kans op uitsterven aanwezig. De grootte van de populatie is niet gekwantificeerd, maar aangenomen wordt dat er minder dan 10.000 volwassen vogels zijn. Het leefgebied wordt aangetast door ontbossing waarbij natuurlijk bos wordt omgezet in gebied voor agrarisch gebruik en menselijke bewoning. Daarnaast is er jacht op deze vogel en (illegale) vangst voor de handel. Om deze redenen staat deze soort als gevoelig op de Rode Lijst van de IUCN.